# Новопольський (селище)
Новопо́льський (тат. Яңа Польски, рос. Новопольский) — селище в Зеленодольському районі Республіки Татарстан (Росія). Є адміністративним центром Новопольського сільського поселення.
Розташоване за 17 км на схід від міста Зеленодольськ. Найближчий населений пункт — селище Красницький, яке майже упритул прилягає до східної околиці Новопольського. За 1 км на південь від селища проходить автомагістраль Казань — Нижній Новгород (А295), з півночі до нього упритул наближений кордон Раїфської ділянки Волзько-Камського біосферного заповідника. Населення становлять переважно росіяни (57 %) і чуваші (23 %). Мешканці селища зайняті рослинництвом і молочним скотарством. У Новопольському діють неповна середня школа та бібліотека.

## Історія
Засноване у 1910-х роках. Для перших будівель майбутнього поселення вирубали частину діброви, а потім за цим місцем, «Новим полем», назвали і саме селище. За етнічним складом перші жителі Новопольського були самими лише росіянами, згодом крім них тут оселились чуваші — вихідці з Чебоксарського уїзду.
Спочатку Новопольське входило до Ільїнської волості Казанського повіту Казанської губернії, 1920 року підпорядковане Арському кантону Татарської АРСР. Надалі селище неодноразово міняло адміністративне підпорядкування: з 14 лютого 1927 року було в складі Воскресенського району, з 1 серпня 1927 року — Казанського, з 4 серпня 1938 року — Юдинського, з 16 липня 1958 року і дотепер — у складі Зеленодольського району.
Перші згадки про культурний розвиток Новопольського відносять до 1954 року, коли в селищі відкрили так звану ізбу-читальню, тобто бібліотеку, розташовану у маленькій рубленій хаті. Трохи згодом у селищі запрацювали школа, магазин і медичний пункт. Оскільки на той час навколо нього з'явились нові селища, то їх об'єднали в нову адміністративну одиницю — Новопольське сільське поселення, а в самому Новопольському створили сільську раду.